# 1882 Раума
1882 Раума (1882 Rauma) — астероїд головного поясу, відкритий 15 жовтня 1941 року.
Тіссеранів параметр щодо Юпітера — 3,223.